# Oeltor
L'oeltor est un monument historique situé à Turckheim, dans le département français du Haut-Rhin.

## Localisation
Ce bâtiment est situé rue des Vignerons, rue de la Grenouillère et route de Niedermorschwihr à Turckheim.

## Historique
L'édifice fait l'objet d'un classement au titre des monuments historiques depuis 1931.